# ديمبسي ويلسون
ديمبسي ويلسون (بالإنجليزية: Dempsey Wilson)‏ هو مهندس أمريكي، ولد في 11 مارس 1927 في لوس أنجلوس في الولايات المتحدة، وتوفي بنفس المكان في 23 أبريل 1971.

## روابط خارجية
- ديمبسي ويلسون على موقع DriverDB.com (الإنجليزية)